# Приеми, разшири и унищожи
„Приеми, разшири и унищожи“ (на английски: Embrace, extend, and extinguish) е фраза, за която Департаментът по правосъдието на САЩ открива, че е употребявана вътрешно в Майкрософт като описание на стратегията на компанията да навлиза в широко стандартизирани сфери, където разширява тези стандарти с патентовани услуги, a след това използва своите добавки в ущърб на конкуренцията.

## Произход
Стратегията и фразата „приеми и разшири“ се появяват за първи път извън Майкрософт в статия от 1996та в Ню Йорк Таймс, озаглавена „Майкрософт, Царят на Персоналния компютър, иска да владее интернет“, в която авторът Джон Маркоф казва, „Вместо просто да приеме и разшири Интернет, критиците на компанията сега се опасяват, че Майкрософт цели да превземе Интернет.“ Фразата „приеми и разшири“ също така се появява в закачлива мотивираща песен на анонимен служител, както и в интервю на Стив Болмър за Ню Йорк Таймс.

Вариант на фразата „приеми, разшири и после подобри“ се появява в документ от 1994-та на Джей Алърд до Пол Мариц и други директори в Майкрософт, озаглавен „Windows: следващото жестоко приложение в интернет“. Документът започва с обща история на интернет и продължава с предложение за стратегия как Windows да се превърне в следващото „жестоко приложение“ за Интернет:
За да извоюваме нужния респект и спечелим вниманието на интернет обществото, аз предлагам рецепта не по-различна от тази, която използвахме за нашите TCP/IP усилия: приеми, разшири и после подобри. Фаза 1 (приеми): всички участници трябва да добият солидна представа за инфраструктурата и общността – да се разберат нуждите и навиците на потребителите. Само тогава ще можем ефективно да превърнем продуктите на Майкрософт в успешни интернет системи. Фаза 2 (разшири): създаване на връзки с подходящите организации и корпорации с цели, подобни на нашите. Предоставяне на добре интегрирани инструменти и услуги, съвместими с установени и популярни стандарти, дело на интернет обществото. Фаза 3 (подобри): преминаване в лидерска позиция с нови стандарти за Интернет, където е необходимо, и добавяне на Интернет възможности към стандартните търговски продукти. Променяме правилата: Windows се превръща в следвашо поколение Интернет инструмент на бъдещето.

- Джей Алърд, Windows: следващото жестоко приложение в Интернет
Добавката „унищожи“ във фразата „приеми, разшири и унищожи“ се използва за пръв път в антимонополното дело САЩ срещу Майкрософт, когато тогавашният вицепрезидент на Интел, Стивън МакГийди, използва фразата в опит да обясни думите на вицепрезидента на Майкрософт Пол Мариц от среща през 1995-та с Интел, която описва стратегията на Майкрософт да „убие HTML, като го разшири“.

## Стратегия
Трите фази на стратегията са:
1. Приеми: разработка на софтуер, силно съвместим с конкурентен продукт или разработка на публичен стандарт.
2. Разшири: добавяне и промотиране на функции, които не се поддържат от конкурентния продукт или част от стандарта с цел да се създадат взаимооперативни проблеми за клиентите, които се опитват да използват стандарта.
3. Унищожи: когато разширенията се превърнат в стандарт заради доминантен пазарен дял, те изолират конкуренцията, която не поддържа или не може да поддържа новите стандарти.

Майкрософт твърди, че първоначалната стратегия не е анти-конкурентна, а по-скоро изпълнение на собствената воля на компанията да разработва функционалности, за които смята, че са в полза на потребителите.

## Примери от Майкрософт
- Несъвместимост при браузърите:
  - Ищците в антимонополно дело твърдят, че от Майкрософт са добавили поддръжка на ActiveX функционалност в браузъра Internet Explorer с цел конкурентният браузър Netscape Navigator да стане несъвместним, тъй като той разчита на компоненти, писани на Java, както и на своя система от плъгини.
  - CSS, данни: деситилетие след първоначалното антимонополно дело на Netscape компанията зад уеб браузъра Opera завежда антимонополно дело срещу Майкрософт в Европейския съюз с намерението "да предизвика Майкрософт да се придържа към обществено заявените принципи да поддържа тези стандарти, вместо да ги задушава със своята печално известна стратегия "приеми, разшири и унищожи".
- Office документи: В съобщение до работната група по Office пакета от 1998г Бил Гейтс пише: "Едно нещо, което трябва да променим в стратегията си - това, че позволяваме на Office документи да се възпроизвеждат гладко в други браузъри, е едно от най-разрушителните неща, които можем да причиним на компанията. Трябва да спрем това и да гарантираме, че Office документите разчитат на ПАТЕНТОВАНИ функции на IE. Всичко друго е самоубийство за нашата платформа. Това е случай, в който Office трябва да спре да прави нещо, което може да разруши Windows".
- Нарушаване на съвместимостта на Java с други платформи: Ищците от антимонополното дело също така обвиняват Майкрософт, че използва "приеми и разшири" стратегия по отношение на Java платформата, която е била създадена с ясната цел да позволява програми да се изпълняват на всяка операционна система без значение дали Windows, Mac или Линукс. Ищците твърдят, че чрез премахването на Java Native Interface (JNI) от своята имплементация и заменянето й с J/Direct от Майкрософт умишлено обвързват Java приложения, създадени на Windows, със своята платформа, правейки ги неизползваеми на Линукс и Мак. Според вътрешна комуникация от Майкрософт са се опитали да омаловажат междуплатформената функционалност на Java и вместо това да я превърнат в "най-последната и добра платформа за писане на Windows приложения". Майкрософт плаща на Сън $20 милиона през януари 2001 (равняващи се на $29,23 милиона през 2020г) в споразумение, за да избегнат правни последици от нарушаването на договора.
- Още проблеми с Java: Сън съди Майкрософт заради Java отново през 2002 и Майкрософт се съгласяват на извънсъдебно споразумение за $2 милиарда (равняващи се на $2,74 милиарда през 2020).
- Чат програми: През 2001г сайтът News.com, собственост на CNet, описва ситуация, засягаща чат програмата на Майкрософт. Майкрософт "приема" чат протокола на AOL, де факто стандарта на 90-те и първите години след 2000; "разширява" стандарта с патентовани добавки от Майкрософт, които предоставят нова функционалност, но увреждат съвместимостта със софтуера на AOL; Майкрософт добива доминантна позиция чрез своите 95% пазарен дял на операционната си система, а и техният MSN Messenger се предлага безплатно; накрая чат софтуера на AOL е "унищожен", тъй като AOL не може да използва патентования от Майкрософт протокол.
- Притесненията на Adobe: Adobe отказват да разрешат на Майкрософт да имплементира преглед на PDF документи в Microsoft Office, цитирайки страх от ПРУ. Последните версии на Microsoft Office поддържат такава функционалост, както и други ISO стандарти.
- Разкрития на служител: През 2007 служителят на Майкрософт Роналд Алепин дава свидетелски показания под клетва за ищците по делото Къмс срещу Майкрософт, в което той цитира вътрешни имейли на компанията в потвърждение, че компанията умишлено е употребявала тази стратегия.
- Имейл протоколи: Майкрософт първоначално поддържа POP3, IMAP и SMTP протоколи за имейл в своя клиент за електронна поща Microsoft Outlook. По същото време те разработват свой имейл протокол, MAPI, който впоследствие бива документиран, но почти не се използва от трети лица. Майкрософт обявява, че ще прекратят поддръжката на базова автентикация за потребителите на Office 365, което деактивира до голяма степен IMAP и POP3 и изисква значителни промени към приложенията, които искат да използват тези протоколи; в тази ситуация някои потребители просто престават да използват старите протоколи.
- Unix/Linux: Майкрософт включва минимален POSIX интерфейс още от ранните дни на NT, който впоследствие е заменен от Windows Services for UNIX - по-функционална UNIX среда, базирана на Interix, и разширена с уникални допълнения, които не са несъвместими с другите *nix среди. Тази система бива заменена от Windows Subsystem for Linux през 2018, представляваща значително променен Линукс интерфейс, който създава опасения от ПРУ. Сегашната имплементация WSL2 се отклонява от това да реимплементира Линукс към това да предостави виртуализация на Линукс ядро и да позволи инсталации на цели дистрибуции като Ubuntu.

## Компании различни от Майкрософт
По време на браузърните войни други компании освен Майкрософт въвеждат частни и нестандартни разширения. Например през 1995г Netscape имплементира "font" тага заедно с други разширения на HTML, без да потърси мнение от общността. С развитието на Internet Explorer двете компании се оказват в ожесточен двубой да се надвият с повече несъвместима функционалност. През 2004г в опит да се предотвратят бъдещи "браузърни войни" и хаоса от противоречащи стандарти разработчиците на браузъри Епъл (Safari), фондация Мозила (Firefox) и Opera Software (Opera) сформират Web Hypertext Application Technology Working Group (WHATWG) с цел да създадат отворени стандарти, които да допълнят тези на Консорциума на световната мрежа. Майкрософт отказва да се присъедини, като дава за причина липсата на патентна политика на групата.